# Sollentuna SK
Sollentuna SK, pełna nazwa Sollentuna Schackklubb – szwedzki klub szachowy z siedzibą w Sollentunie, sześciokrotny mistrz kraju.

## Historia
Klub został założony we wrześniu 1954 roku z inicjatywy Bertholda Nyberga. W ramach działalności organizowano turnieje, symultany i mecze towarzyskie. W 1960 roku rozpoczęto organizację mistrzostw klubowych – pierwszą edycję wygrał Lars Holmstrand. W latach 80. klub występował w Division IV, a w pierwszej połowie lat 90. grał w Division III, Division II (awans w 1993 roku) i Division I (awans w 1994 roku). W tym okresie do klubu dołączył Jewgienij Agrest. W 1997 roku Sollentuna SK awansował do Elitserien. W swoim inauguracyjnym sezonie w Elitserien klub zdobył wicemistrzostwo kraju, ulegając jedynie SK Rockaden Stockholm. W sezonie 1998/1999 zespół zdobył mistrzostwo Szwecji. W kadrze zespołu znajdowali się wówczas m.in. Jewgienij Agrest, Siergiej Iwanow, Wadim Fajbisowicz i Emanuel Berg. W 1999 roku Sollentuna SK zadebiutował w Pucharze Europy. W fazie grupowej szwedzki zespół wygrał z Margirisem Kowno i ŠK Alkaloid Skopje, jednak przegrał z Pärnu MK i nie wyszedł z grupy. W sezonie 1999/2000 klub skutecznie obronił tytuł mistrzowski. W 2001 roku uzyskano wicemistrzostwo kraju. W sezonie 2001/2002 szachiści klubu zdobyli tytuł mistrzowski. W Pucharze Europy zespół wygrał dwa mecze, zremisował jeden i przegrał cztery, co zaowocowało sklasyfikowaniem na 32. miejscu. W 2003 roku klub zdobył drugi tytuł mistrza Szwecji z rzędu. W sezonie 2003/2004 zespół zajął trzecie miejsce w lidze. W 2005 roku klub zdobył wicemistrzostwo kraju. W sezonie 2005/2006 zespół po raz piąty wygrał Elitserien. W Pucharze Europy klub zajął 21. pozycję, po czterech wygranych meczach i trzech przegranych. W 2007 roku klub obronił tytuł mistrzowski w kraju. Rozgrywki Pucharu Europy ukończył natomiast na 15. miejscu, wygrywając cztery mecze, remisując jeden i przegrywając dwa. W sezonie 2007/2008 Sollentuna SK zajął drugie miejsce w lidze. Sezon 2008/2009 klub zakończył uzyskaniem trzeciej pozycji w Elitserien. Po zakończeniu sezonu klub połączył się z Täby SK, tworząc SK Team Viking.

## Arcymistrzowie w historii klubu
- Jewgienij Agrest[23]
- Emanuel Berg[23]
- Pontus Carlsson[24]
- Pia Cramling[25]
- Aleksander Czernin[13]
- Thomas Ernst[23]
- Siergiej Iwanow[23]
- Jurij Jakowicz[23]
- Tomi Nybäck[26]
- Walerij Popow[23]
- Jurij Szulman[27]